# Південноамериканська плита

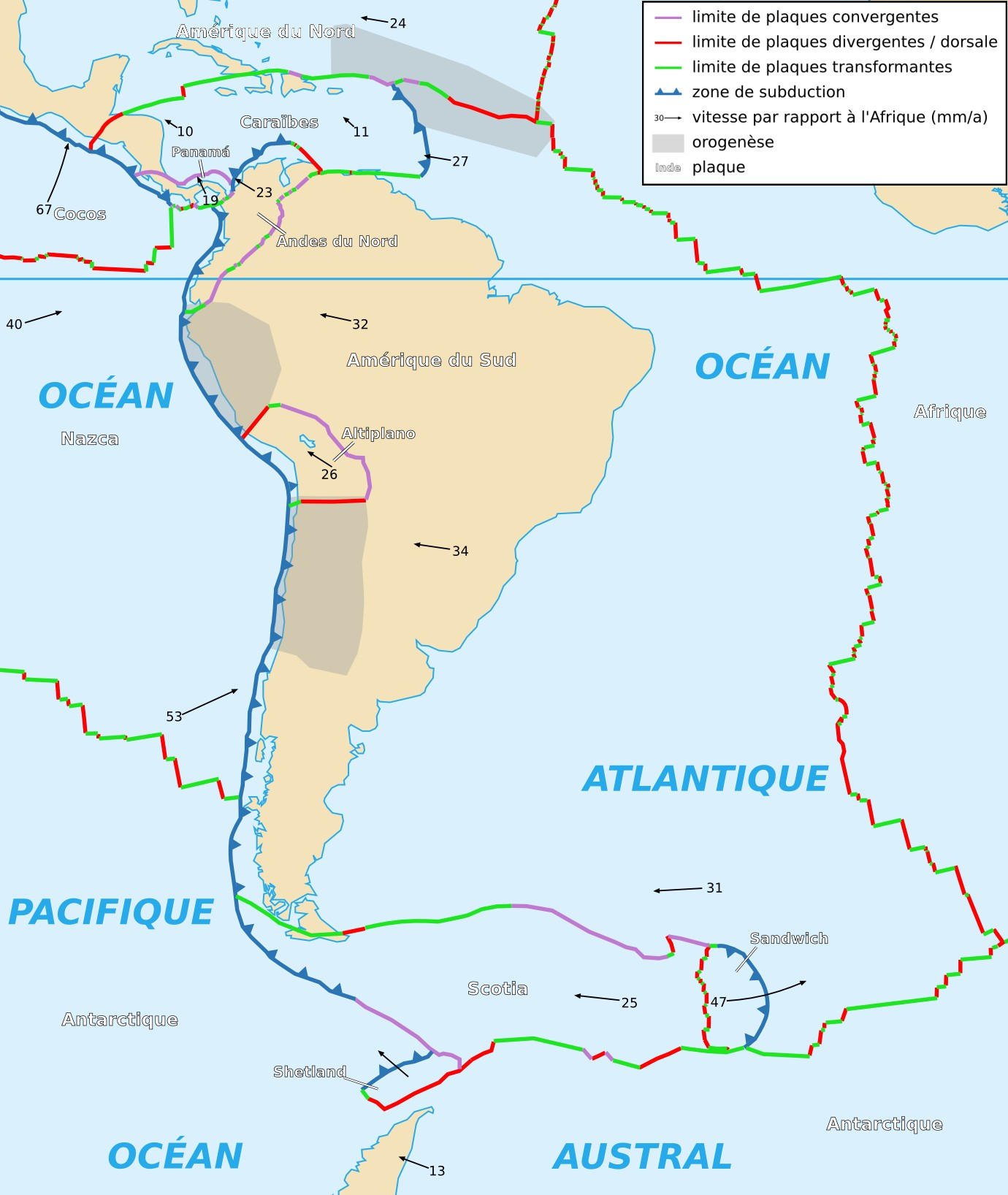
Розташування Південноамериканської плити

Південноамериканська плита — літосферна плита континентального типу у Південній Америці. Площа — 1,03045 стерадіан. 
Зазвичай розглядається разом з плитами Північноандською й Альтіплано.
Східний край, має дивергентну границю з Африканською плитою сформував південну частину Серединно-Атлантичного хребта. Південний край — має складну межу з Антарктичною плитою, Сандвічевою плитою і плитою Скотія. Західний край має конвергентну границю з субдуцуюмою плитою Наска. Північний край — межує з Карибською плитою та океанічною корою Північноамериканської плити.
Чилійський трійник розташовано біля західного узбережжя півострова Тайтао на океанічному хребті, відомому як Чилійська височина, тут є зіткнення плит Південноамериканської, Наска, Антарктичної.
Залишки плити Фараллон, представлені плитою Кокос і плитою Наска, що зазнають субдукції під західний край Південноамериканської плити. Це зіткнення відповідальне за підйом гір Анд і утворення вулканів.
Є думка, що крім субдукції плити Кокос і плити Наска, направлений на захід рух Південноамериканської плити, можливо, створив Карибське море і плиту Скотія в її північних і південних кінцях відповідно. Можливо, що вони є стародавніми вулканічними регіонами, сформованими на плиті Фараллон, з дуже тонким чохлом, що пірнули під Південноамериканську плиту.
Південноамериканська плита продовжує рухатись на північ дуже повільно.